# Площа Лесі Українки (Київ)
Площа Ле́сі Украї́нки — площа у Печерському районі міста Києва, місцевість Печерськ. Розташована між бульваром Лесі Українки, вулицями Михайла Задніпровського, Генерала Алмазова і Арсенальною.

## Історія
Площа виникла у 60-х роках XX століття. Центральною спорудою став Будинок проєктів. Сучасна назва на честь української поетеси Лесі Українки — з 1965 року.
На площі у 1973 році встановлено пам'ятник Лесі Українці. Автори пам'ятника — скульптор Галина Кальченко та архітектор Анатолій Ігнащенко.
1983 року почалася забудова житлового масиву в Наводницькій балці, відомого під іронічною назвою Царське село.

## Зображення

Пам'ятник Лесі Українці
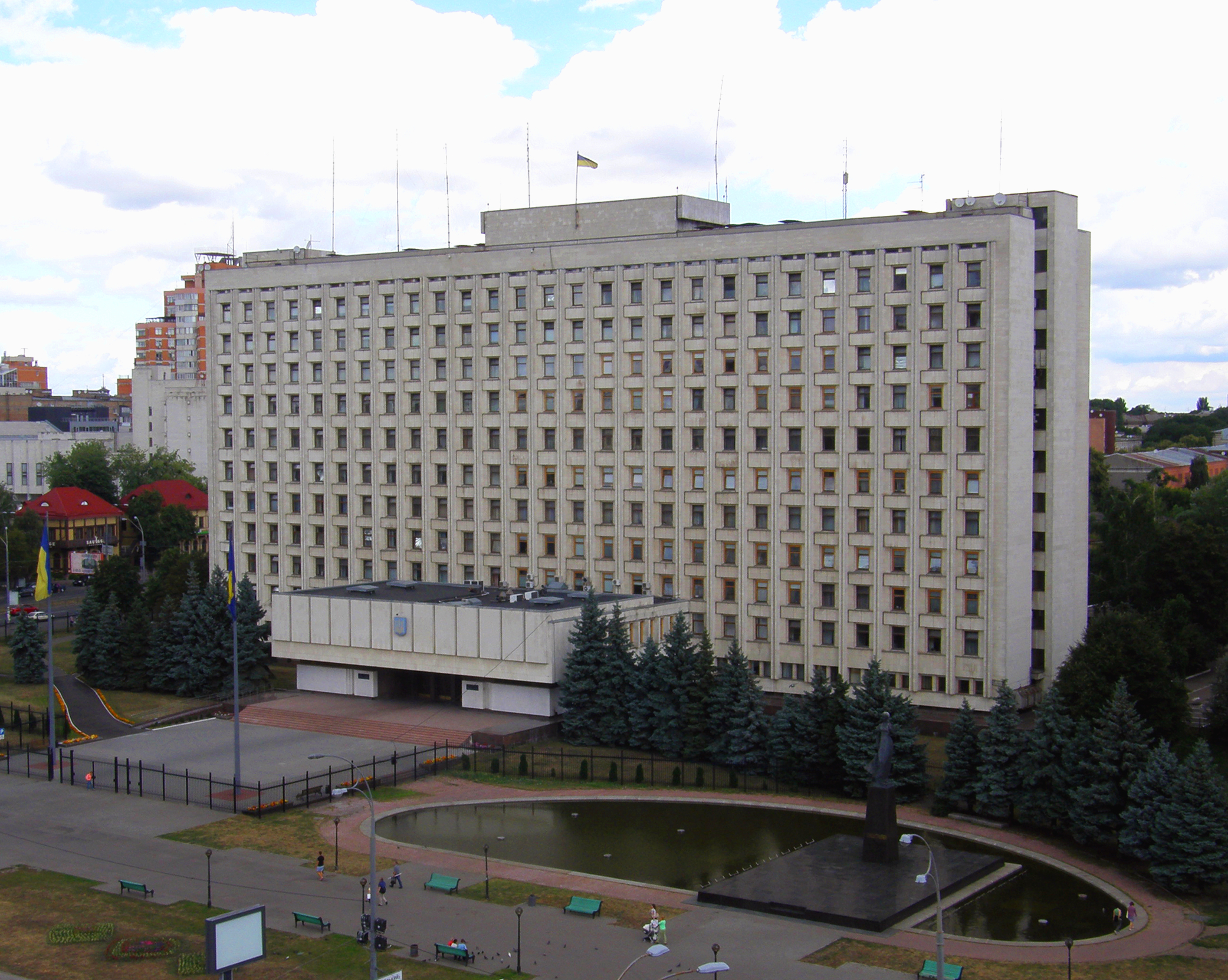
Будівля Центральної виборчої комісії та Київської обласної державної адміністрації
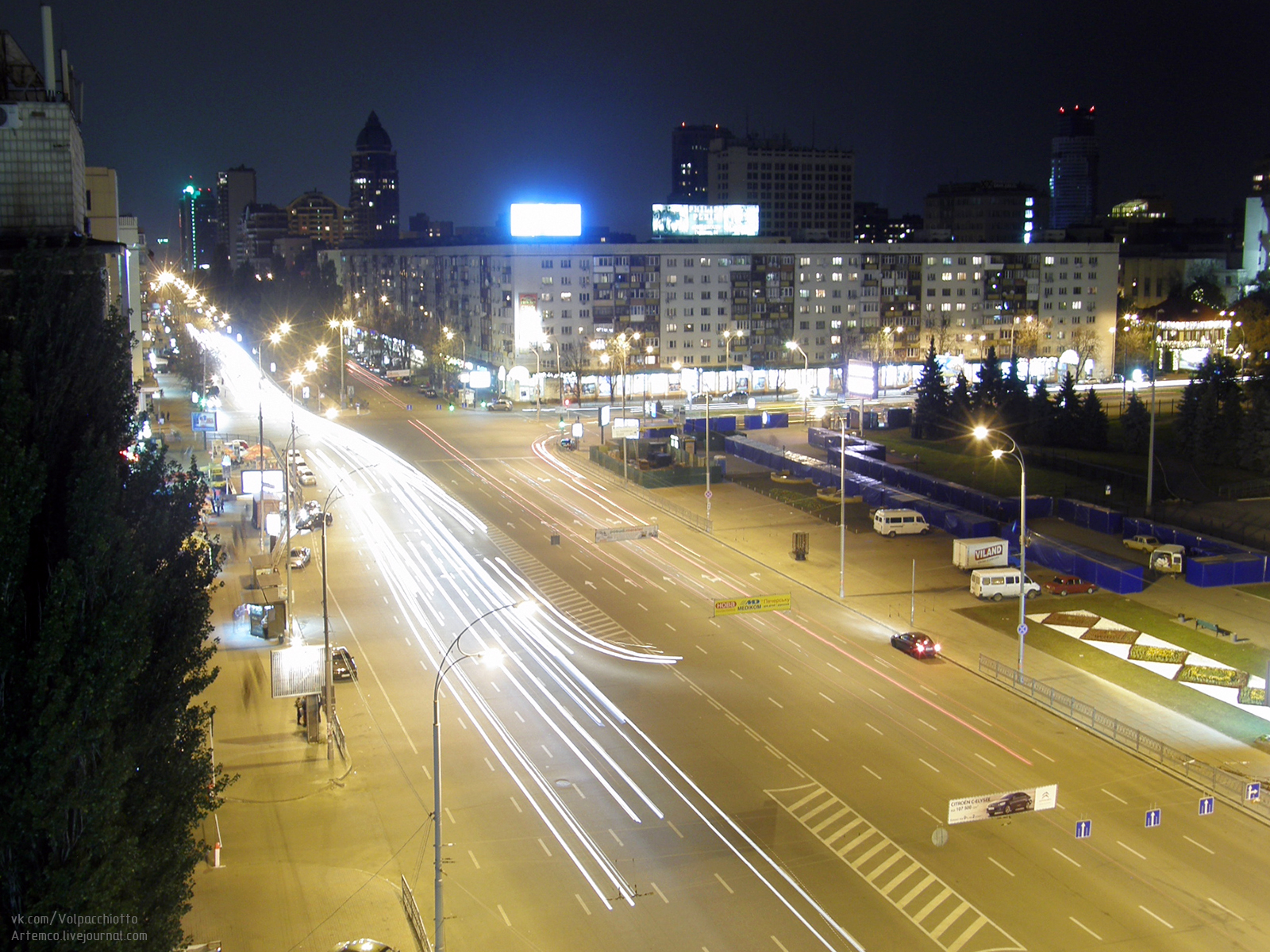
Площа вночі